# Jakub Snopczyński
Jakub Snopczyński (* 5. Juli 2005 in Radomsko) ist ein polnischer Fußballspieler, der im defensiven Mittelfeld für den Verein Radomiak Radom spielt.

## Karriere

### Verein
Jakub Snopczyński begann seine Karriere in der Jugendabteilung von Radomiak Radom. Seit  25. November 2021 ist er Teil der 1. Männermannschaft von Radomiak Radom. Sein Debüt machte er beim Heimspiel am 15. Mai 2022 gegen Wisła Krakau, wo er in der 90. Minute eingewechselt wurde. Zu diesem Zeitpunkt war Snopczyński 16 Jahre, 10 Monate und 10 Tage alt.